# Focke-Wulf Triebflügel
Il Focke-Wulf Fw Triebflügel, citato anche come Triebflügeljäger, tradotto letteralmente come "ala potente" o "caccia mosso dalle ali", fu un caccia intercettore sperimentale a decollo ed atterraggio verticale (VTOL) posacoda sviluppato dall'azienda tedesca Focke-Wulf Flugzeugbau GmbH negli anni quaranta, nelle fasi finali della seconda guerra mondiale, e rimasto al primo stadio di sviluppo.
Caratterizzato da una serie di tecnologie innovative per l'epoca sviluppate nell'ambito del programma identificato come Wunderwaffe, benché il progetto fosse riuscito ad essere testato in galleria del vento e fosse stata avviata la costruzione di un prototipo (o un semplice mock-up), questo non venne mai completato per l'occupazione degli stabilimenti aziendali da parte delle truppe Alleate nelle ultime fasi del conflitto.

## Storia del progetto
Nelle ultime fasi della seconda guerra mondiale i bombardamenti strategici effettuati dagli alleati sul territorio nazionale della Germania si fecero sempre più intensi e la tecnologia a disposizione degli Stati Uniti d'America, che dall'agosto 1942 istituì il VIII Bomber Command equipaggiato con i Boeing B-17 Flying Fortress ed i Consolidated B-24 Liberator, aveva prodotto dei caccia di scorta sempre più efficienti nel contrastare gli attacchi provenienti dagli Jagdgeschwader (stormi da caccia) della Luftwaffe. Benché fino al termine del 1943 i modelli a disposizione dell'United States Army Air Forces (USAAF) fossero i Republic P-47 Thunderbolt, che i Messerschmitt Bf 109G ed i Focke-Wulf Fw 190D riuscivano ancora a contrastare, l'introduzione del North American P-51 Mustang cambiò le sorti a favore degli statunitensi. In quest'ambito il Reichsluftfahrtministerium (RLM), il ministero che nella Germania del periodo aveva completo controllo dell'aviazione civile e militare tedesca, ordinò di avviare lo sviluppo di velivoli ad alte prestazioni in grado di riconquistare la superiorità aerea sui cieli nazionali.
Per rispondere a questa esigenza la Focke-Wulf Flugzeugbau avviò un progetto di un velivolo anticonvenzionale, un caccia intercettore che grazie alla configurazione posacoda in grado di effettuare le manovre di decollo ed atterraggio in posizione verticale, era inteso e disegnato per la difesa locale di importanti fabbriche o zone in cui non esistevano piste aeroportuali o erano troppo piccole per permettere pesanti contrattacchi.
Il velivolo, indicato come Triebflügel, dall'azienda, era inoltre caratterizzato dalla inedita propulsione, basata su tre motori a razzo a combustibile liquido di costruzione Hellmuth Walter Kommanditgesellschaft (HWK) o due Walter HWK 109-509 in funzione di assistenza al lancio (sistema RATO), che permettevano la spinta verso l'alto più tre statoreattori Pabst posizionati all'apice di altrettante superfici portanti che costituivano una sorta di grande elica in grado di contribuire al volo sia in senso verticale che orizzontale. L'armamento offensivo era basato su una coppia di cannoncini aeronautici MG 151/20 calibro 20 mm con 250 colpi a disposizione più altri due cannoni automatici MK 103 calibro 30 mm.
Il suo sviluppo venne avviato ma  quando gli Alleati catturarono la struttura era solo in fase di studio alla galleria del vento. Non venne mai completato nemmeno il prototipo.

## Il Triebflügel nei media
Il Triebflügel compare nel film di supereroi del 2011 Captain America - Il primo Vendicatore quando il supercriminale Teschio Rosso compie la sua prima fuga a bordo di questo velivolo. La scena riproduce in modo accurato l'aspetto del modello, l'avvio dei motori e la fase iniziale del volo mentre il Triebflügel guadagnava quota. La tecnica CGI utilizzata per creare il velivolo nel film venne basata sugli autentici dati storici.

## Utilizzatori
Germania
- Luftwaffe (previsto)